# Talismania bifurcata
Talismania bifurcata är en fiskart som först beskrevs av Parr, 1951.  Talismania bifurcata ingår i släktet Talismania och familjen Alepocephalidae. IUCN kategoriserar arten globalt som livskraftig. Inga underarter finns listade i Catalogue of Life.